# 1539
Năm 1539 (số La Mã: MDXXXIX) là một năm thường bắt đầu vào thứ Tư (liên kết sẽ hiển thị đầy đủ lịch) trong lịch Julius.